# Valdezarza
Valdezarza – stacja początkowa metra w Madrycie, na linii 7. Znajduje się w dzielnicy Moncloa-Aravaca, w Madrycie i zlokalizowana jest pomiędzy stacjami Antonio Machado i Francos Rodríguez. Została otwarta 12 lutego 1999.